# Louis de Courcillon de Dangeau
Louis de Courcillon, dit l'abbé de Dangeau (janvier 1643 à Paris - 1er janvier 1723 à Paris), est un homme d'Église et grammairien français, connu pour avoir été le premier à décrire les voyelles nasales de la langue française.

## Biographie

### Origine
Louis de Courcillon de Dangeau naît en janvier 1643. Il descend d'une famille protestante du Maine et était un arrière-petit-fils de Philippe Duplessis-Mornay. Les barons de Château-du-Loir avaient compté parmi leurs premiers vassaux les de Courcillon, qui habitaient le château de ce nom à Dissay.[réf. nécessaire]
Il se convertit au catholicisme sous l'influence de Bossuet en 1667, à l'instar de son frère, Philippe de Courcillon de Dangeau. Pendant la ferveur qui suivit son abjuration, il entra dans les ordres et se promettait de vivre pour Dieu seul. Il n'en fit rien.

### Diplomate
Ambassadeur extraordinaire en Pologne, lecteur du roi de 1671 à 1685, il fut pourvu des commendes de l'Abbaye de Fontaine-Daniel, le 2 février 1680, et de l'abbaye de Clermont, près de Laval, en 1710, des prieurés de Gournay-sur-Marne et de Crespy-en Valois.
Il devient ensuite camérier d’honneur des papes Clément X et Innocent XII. Il est élu membre de l'Académie française en 1682 où il remplace l'abbé Charles Cotin.

### Grammairien
Saint-Simon l'a évoqué à plusieurs reprises dans ses Mémoires. D'Alembert a dit de lui qu'il « s'occupa surtout très longtemps du soin délicat et pénible de faire l'énumération exacte des sons de notre langue » (Éloges, 1779). Sa formulation du concept de voyelles nasales sera plus tard reprise et précisée par Nicolas Beauzée, qui les définira en opposition aux articulations orales dans sa Grammaire générale en 1767.
Les modifications que l'abbé de Dangeau se propose d'introduire dans l'orthographe française frapperont par ailleurs Robert de Brye, qui s'en inspirera dans L'Histoire et les Amours du Duc de Guise, surnommé le Balafré.
On a beaucoup plaisanté ses prétentions de grammairien : quelqu'un l'entretenait un jour de nouvelles politiques qui occupaient la Cour ; il écouta, comme s'il eût été tout entier à la conversation et répondit sentencieusement : Il arrivera tout ce qu'il pourra, mais j'ai dans mon portefeuille deux mille verbes français bien conjugués.

## La Cour
On connaît les succès à la cour, comme poète et homme d'esprit, de son frère Philippe de Courcillon de Dangeau, le protecteur de Boileau. L'abbé était lui-même assez caustique. Il mourut le 1er janvier 1723.[réf. nécessaire]
Les armoiries de l'abbé de Courcillon étaient d'argent, à la bande fuselée de gueules, au lion d'azur à senestre.

## Témoignages
- Saint-Simon : « Dangeau avait un frère abbé, académicien, grammairien, pédant, le meilleur homme du monde, mais fort ridicule. Courcillon, voyant son père fort affligé au chevet de son lit, se prit à rire comme un fou, le pria d'aller plus loin, parce qu'il faisait en pleurant une si plaisante grimace qu'il le faisait mourir de rire.»[6]
- Toujours Saint-Simon : « N'attendons pas le temps de la mort de l'abbé de Dangeau son frère, qui arriva le 1er janvier 1723, pour parler de lui tout de suite. Il naquit huguenot, il y persévéra plus longtemps que son frère, et je ne sais s'il y a jamais bien renoncé. Il avait plus d'esprit que son aîné, et quoiqu'il eût assez de belles-lettres qu'il professa toute sa vie, il n'eut ni moins de fadeur ni moins de futilité que lui; il parvint de bonne heure à être des académies. Les bagatelles de l'orthographe et de ce qu'on entend par la matière des rudiments et du Despotère [24] furent l'occupation et le travail sérieux de toute sa vie. Il eut plusieurs bénéfices, vit force gens de lettres et d'autre assez bonne compagnie, honnête homme, bon et doux dans le commerce, et fort uni avec son frère. Il avait été envoyé étant jeune en Pologne, et il avait trouvé le moyen de se faire décorer d'un titre de camérier d'honneur par Clément X qu'il avait connu en Pologne, non à Rome où il n'alla jamais, et de se le faire renouveler par Innocent XII; il avait aussi acheté une des deux charges de lecteur du roi pour en conserver les entrées, et y venait de temps en temps à la cour; il y était peu; n'y sortait guère de chez son frère, et y avait peu d'habitude »[7]
- Jules Sandeau a résumé, en quelques lignes  le savoir de l'académicien : « Il a écrit des in-octavo sur les particules, des in-folio sur le mot quelqu'un et des bibliothèques sur le mot quelque. Il a publié un « in-8 de vingt-quatre pages, ayant pour titre Lettre sur l'ortografe. On voit qu'ici l'orthographe est un peu extraordinaire ; il est vrai de dire que l'abbé de Dangeau savait le grec, le latin, l'italien, le portugais, le« chinois, l'histoire, la géographie, la généalogie, le blason et avait une foule d'autres connaissances qui, si elles lui laissaient le temps d'enseigner l'orthographe, ne lui permettaient probablement pas de l'apprendre »[4].

## Ouvrages
- Nouvelle métode de géografie historique pour apprendre facilement et retenir la géografie moderne et l'anciène, l'histoire moderne et l'anciène, le gouvernement des états, les intérêts des princes, leurs généalogies, etc. (1693)
- Essais de grammaire contenus en trois lettres d'un académicien à un autre académicien (1694)
- Tableau des provinces de France, où l'on voit la description et l'histoire de chaque province du royaume (1694)
- Principes du blason en quatorze planches où l'on explique toutes les règles et tous les termes de cete siance (1709)
- Essais de grammaire, qui contiennent : I. un discours sur les voyèles, II. un discours sur les consones, III. une lêtre sur l'ortografe, IV. supplément à la lêtre sur l'ortografe. - Suite des essais de grammaire (1711)
- Réflexions sur la grammaire fransoise (1717)
- Idées nouvèles sur diférantes matières de grammaire (1722)